# Amt Peenetal/Loitz
Amt Peenetal/Loitz – związek gmin w Niemczech  w kraju związkowym Meklemburgia-Pomorze Przednie, w powiecie Vorpommern-Greifswald. Siedziba związku znajduje się w mieście Loitz. Powstał w roku 1994.
W skład związku wchodzą trzy gminy, w tym jedna gmina miejska (Stadt) oraz dwie gminy wiejskie (Gemeinde)
1. Görmin
2. Loitz, miasto
3. Sassen-Trantow

## Zmiany administracyjne
- 14 czerwca 2004
  - przyłączenie gminy Wüstenfelde do miasta Loitz
- 31 grudnia 2004
  - utworzenie gminy Sassen-Trantow z gmin Sassen oraz Trantow
- 1 lipca 2012
  - przyłączenie gminy Düvier do miasta Loitz